# Grumman S-2 Tracker

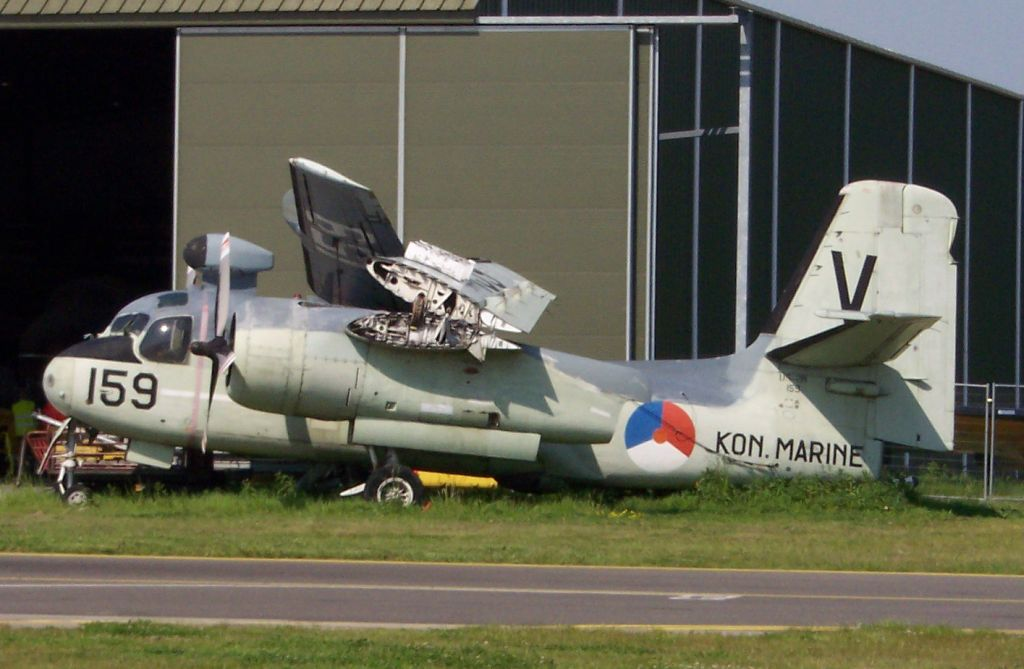
Met omgeklapte vleugels geparkeerde Tracker 159 op de Vliegkamp Valkenburg.

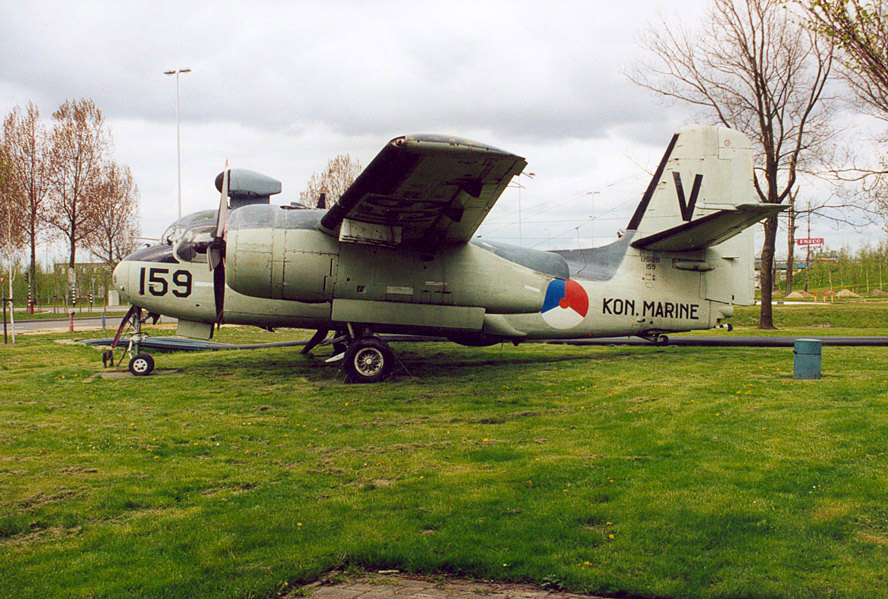
Daarna tentoongesteld bij Aviodome (2001).

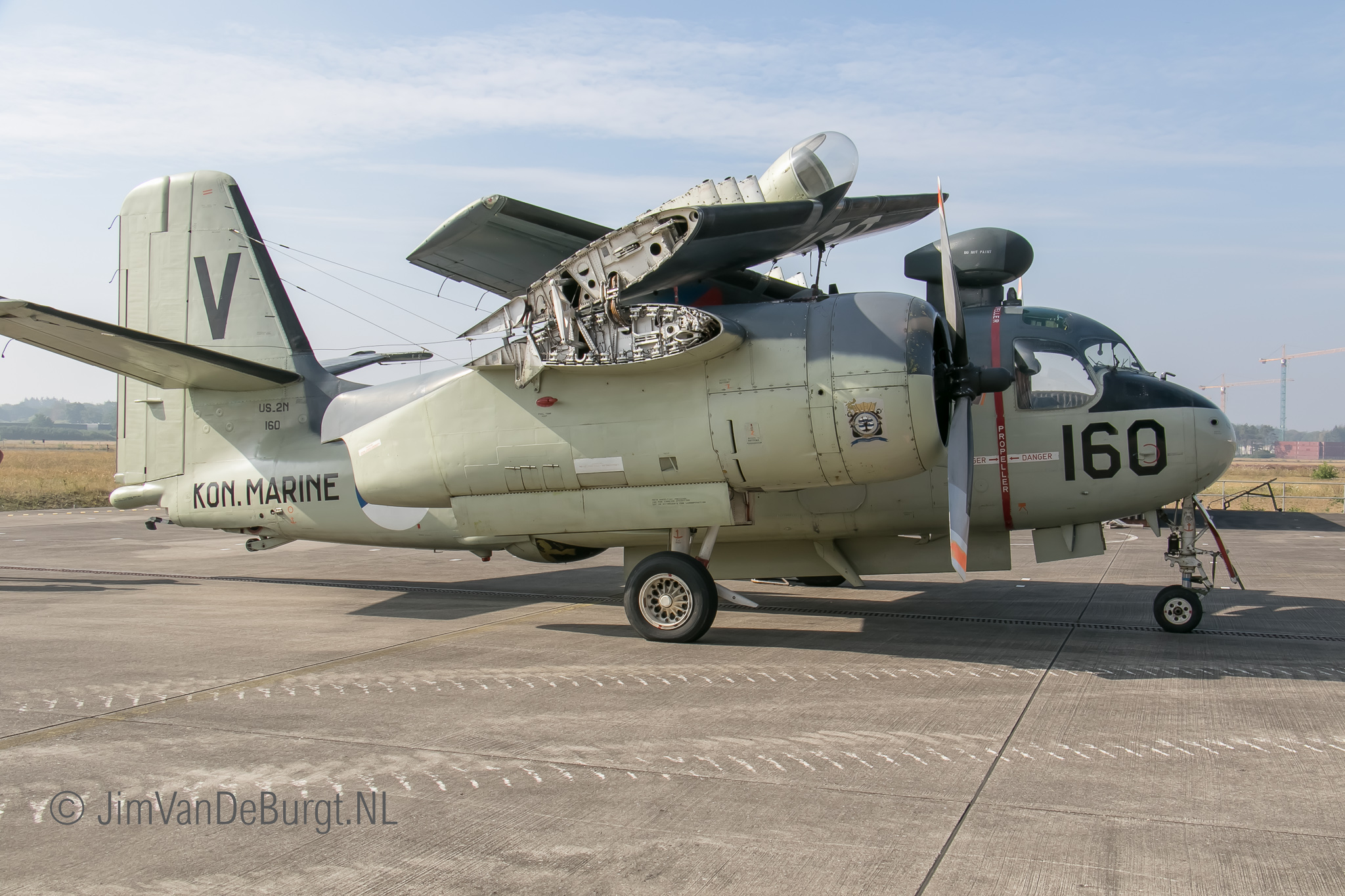
Grumman Tracker in de collectie van het NMM. Met een AN/APA69 antenne in de radome bovenop de romp bij de cockpit. (2020)

De Grumman S-2 Tracker was een Amerikaans langeafstandspatrouillevliegtuig bestemd voor de onderzeebootopsporing en -bestrijding. Het toestel werd door de United States Navy (USN) en het United States Marine Corps gebruikt.

## Geschiedenis
De Amerikaanse vliegtuigfabrikant Grumman begon aan het eind van de Tweede Wereldoorlog met het bouwen van onderzeeboot-bestrijdingstoestellen. Een van de bekende typen uit die periode was de Grumman TBF Avenger, die tot in de jaren vijftig werd gebruikt.
Avengers werkten in groepen van twee of drie toestellen samen om onderzeeboten op te sporen en uit te schakelen. Eén toestel (de hunter) was uitgerust met de opsporingsradar, de andere vliegtuigen (de killers) waren voorzien van dieptebommen en raketten.
In het begin van de jaren vijftig ontstond echter de behoefte om al deze taken door één toestel te laten uitvoeren. In 1952 resulteerde dit in "Model 89", een prototype van een tweemotorig toestel waarvan de vleugels aan de bovenkant van de romp waren gemonteerd. Onder de vleugels was plaats voor wapens. Omdat de testresultaten veelbelovend waren, bestelde de USN 15 toestellen.
Het vervolg hierop was een succesvolle serie van drie van elkaar afgeleide typen,
- het Grumman C-1 Trader transportvliegtuig,
- de Grumman E-1 Tracer Airborne Early Warning versie en
- de S-2 Tracker onderzeebootverkenner/bestrijder versie.

Grumman leverde het toestel onder de naam "Grumman S2F-1", maar de USN doopte het toestel "Tracker" (opspoorder). De bemanningen gaven het de bijnaam "Stoof" (van S-two-F).

## Uitrusting
De eerste S2F-1 versie had een AN/APS38 rondzoekradar in de romp die men tijdens onderzeebootbestrijdingsmissies kon laten zakken, en een Magnetic Anomaly Detector in een uitschuifbare staartsectie (de zogenaamde MAD boom). Boven de cockpit was een APA69 Electronic Counter Measure (ECM) antenne aangebracht; deze werd echter in de latere versies vervangen door een AN/APA69 antenne in een radome. Onder de rechtervleugel was standaard een vast zoeklicht gemonteerd voor gebruik tijdens nachtmissies of bij slecht zicht. De latere versies kregen zelfs een nog sterker en beweegbaar zoeklicht als standaarduitrusting mee.
Het toestel beschikte ook over een intern wapenruim waarin ruimte was voor een Mk34 of Mk43 torpedo, acht SSQ2 en 2 SSQ1 sonarboeien. Aan de vleugels waren zes ophangpunten (drie onder elke vleugel) waaraan een diversiteit aan bewapening kon worden meegevoerd zoals:
- 15x 5 inch High Velocity Aircraft Rockets (HVAR) in rekken
- Mk54 dieptebommen
- 30x 2,75 inch raketten in rekken of pods

De S-2 Tracker kon een relatief grote hoeveelheid brandstof meenemen en had een vrij lage kruissnelheid. Hierdoor kon de gemiddelde missieduur zes uur bedragen.
Om aan de grote internationale vraag te kunnen voldoen, werd het toestel ook in Canada in licentie vervaardigd door de firma De Havilland. Ze kregen de type-aanduiding CS2F.

## Gebruikers
In totaal werden 1284 Trackers gebouwd. De USN bleef tot 1976 met de Tracker vliegen. Ze werden onder meer in het kader van het Mutual Defense Aid Program (MDAP) geleverd en later verkocht aan:
- Argentinië In 1962 werden deze gelegerd op de Comando Aviacion Naval Argentina basis Punta Indio.
- Australië In 1967 werd de Royal Australian Navy uitegrust met Trackers ten behoeve van onderzeebootverkenning; zij waren actief in de squadrons VS-816 en VC-851.
- Brazilië De Força Aerea Brasileira, de Braziliaanse luchtmacht, gebruikte vanaf 1961 SA-2 Trackers.
- Canada De Royal Canadian Navy gebruikte vanaf 1959-1969 Trackers vanaf het vliegdekschip HMCS Bonaventura.
- Frankrijk gebruikt nog steeds Trackers, die nu echter worden ingezet als brandbestrijder.
- Italië Vanaf 1957 was de Aeronatica Militaire Italiana actief met de Tracker vanaf de basis Sigonella op Sicilië. Deze toestellen werden later door de Breguet Atlantic vervangen.
- Japan gebruikte vanaf 1957 het grootste aantal Trackers op de VS na; dit vanwege de ligging omringd door de zee en relatief dicht bij de toenmalige Sovjet-Unie.
- Nederland De inmiddels opgeheven Marine Luchtvaartdienst van de Koninklijke Marine ontving in 1960 28 SA-2 toestellen, later aangevuld met nog een 17 ex Canadese CS-2F's. Ze vlogen respectievelijk in de squadrons 1, 2 en 5 vanaf het vliegdekschip Hr.Ms. Karel Doorman (1944) en in squadrons vanaf de vliegbases Valkenburg en Hato tot in 1975. Daarna rustte de taak op de schouders van de Lockheed P-2V Neptune.
- Peru De Fuerza de Aviacion Naval van Peru gebruikte de S-2E Tracker van 1976 tot 1986, vanaf de basis Jorge Chávez.
- Taiwan gebruikte van 1978 tot 1998 37 Trackers van de typen S-2A, S-2E en S-2G.
- Thailand De Royal Thai Naval Air Division gebruikt vanaf 1968 tot heden S-2F's en US-2C's vanaf de basis U-Tapao.
- Turkije De Turk Donama Havaciligi kreeg in 1971 acht Trackers van de Marine Luchtvaartdienst en 17 van de USN. Tot 1987 waren de toestellen gelegerd op de basis Topel.
- Uruguay was een der kleinste gebruikers. De zes S-2G toestellen waren gelegerd op de basis Laguna del Sauces bij Montevideo.
- Zuid-Korea Tussen 1976 en 1981 werden 26 S-2E's geleverd aan de luchtmacht en de marine; verdere details zijn niet bekend.

Vanwege de betrouwbaarheid van de S-2 Tracker werd het toestel in 2009 nog steeds in verschillende landen gebruikt bij het bestrijden van branden. Het gaat hier om gereviseerde en omgebouwde toestellen die vliegen onder de naam Conair Firecat.

## Grumman Tracker bij de MLD
De 'Tracker' is ook in gebruik geweest bij de Marine Luchtvaartdienst (MLD). Tussen maart 1960 en januari 1961 werden de toestellen geleverd ter vervanging van de Lockheed Neptune P2V-5 en de Grumman TBF Avenger. In totaal zijn er 45 exemplaren, waarvan 28 van het type S-2A en 17 van het type CS-2A, in gebruik geweest. De toestellen vlogen vanaf Vliegkamp Valkenburg en het vliegdekschip Hr. Ms. 'Karel Doorman'. In 1968 werd de 'Karel Doorman' uit dienst gesteld. De 18 S-2A's werden omgebouwd tot S-2N. Daarvan werden er vier in 1972 omgebouwd tot US-2N voor het verrichten van algemene richtoefeningen met de vloot. Op 30 september 1975 was de laatste vlucht met een Tracker voor de MLD. Het Nationaal Militair Museum heeft een Grumman US-2N Tracker in de collectie. Dit toestel werd op 30 september 1975 buiten dienst gesteld en maakt sinds 1981 deel uit van het NMM.